# Agua Escondida, Zentla
Agua Escondida är en ort i Mexiko.   Den ligger i kommunen Zentla och delstaten Veracruz, i den sydöstra delen av landet, 240 km öster om huvudstaden Mexico City. Agua Escondida ligger 794 meter över havet och antalet invånare är 591.
Terrängen runt Agua Escondida är varierad. Runt Agua Escondida är det ganska tätbefolkat, med 90 invånare per kvadratkilometer. Närmaste större samhälle är Huatusco de Chicuellar, 17,0 km väster om Agua Escondida. I omgivningarna runt Agua Escondida växer huvudsakligen savannskog.